# Mistrzostwa Polski w Tenisie Stołowym 2012
Mistrzostwa Polski w Tenisie Stołowym 2012 – 80. edycja mistrzostw, która odbyła się w Wieliczce w dniach 2–4 marca 2012 roku. 

## Medaliści
| Konkurencja:            | Złoto:                                                                                        | Srebro:                                                                                          | Brąz: |
| gra pojedyncza kobiet   | Li Qian (KTS Tarnobrzeg)                                                                      | Monika Pietkiewicz (Luks Warmia Lidzbark Warmiński)                                              | Katarzyna Grzybowska (MKSTS Polkowice) Natalia Partyka (SKTS Sochaczew) |
| gra pojedyncza mężczyzn | Wang Zengyi (KS Bogoria Grodzisk Mazowiecki)                                                  | Jarosław Tomicki (Armada BTTS Silesia Miechowice)                                                | Jakub Kosowski (TTC matec Frickenhausen) Daniel Górak (KS Bogoria Grodzisk Mazowiecki) |
| gra podwójna kobiet     | Katarzyna Grzybowska (MKSTS Polkowice) Natalia Partyka (SKTS Sochaczew)                       | Renata Gumula (Sygnał Lublin) Marta Smętek (niestowarzyszona)                                    | Antonina Szymańska (niestowarzyszona) Monika Pietkiewicz (Luks Warmia Lidzbark Warmiński) Klaudia Kusińska (GLKS Nadarzyn) Magdalena Szczerkowska (GLKS Nadarzyn)                              |
| gra podwójna mężczyzn   | Jarosław Tomicki (Armada BTTS Silesia Miechowice) Tomasz Lewandowski (KU AZS Pol.Rz. Rzeszów) | Daniel Bąk (ZKS Drzonków) Paweł Fertikowski (KS Bogoria Grodzisk Mazowiecki)                     | Daniel Górak (KS Bogoria Grodzisk Mazowiecki) Robert Floras (KS Bogoria Grodzisk Mazowiecki) Jakub Dyjas (Elektryk Maximus Broker Toruń) Konrad Kulpa (Elektryk Maximus Broker Toruń)          |
| gra mieszana            | Jakub Kosowski (TTC matec Frickenhausen) Daria Łuczakowska (AZS UE Wrocław)                   | Paweł Fertikowski (KS Bogoria Grodzisk Mazowiecki) Magdalena Sikorska (AZS PWSiP Wałkuscy Łomża) | Karol Szarmach (Condohotels Morliny Ostróda) Monika Pietkiewicz (Luks Warmia Lidzbark Warmiński) Maciej Pietkiewicz (Stołeczny Stok Białystok) Anna Zielińska (Luks Warmia Lidzbark Warmiński) |